# Esfenvaleraat
Esfenvaleraat (ISO-naam) is een insecticide. Esfenvaleraat is een van de vier isomeren van fenvaleraat en het enige isomeer dat biologisch actief is. Het is onder meer werkzaam tegen bladvretende rupsen, bladluizen, witte vliegen en de larven van de coloradokever. Het voorzetsel es- in de systematische naam verwijst naar het feit dat beide chirale centra in de molecule de S-configuratie bezitten.
Esfenvaleraat behoort tot de groep van pyrethroïde-esters. Pyrethroïden zijn insecticiden waarvan de chemische structuur lijkt op die van het natuurlijke insecticide pyrethrum dat uit een aantal chrysanthemumsoorten geëxtraheerd wordt. Kenmerkend voor deze stoffen is dat ze snel werken, reeds in kleine doseringen effectief zijn en dat ze weinig toxisch zijn voor warmbloedigen mits op een correcte manier toegepast.
Esfenvaleraat werd ontwikkeld door het Japanse bedrijf Sumitomo Chemical Corp. Het was het eerste pyrethroïde dat fotostabiel was en geschikt was om gebruikt te worden in de landbouw.

## Regelgeving
Esfenvaleraat is door de Europese Unie op de lijst van toegelaten gewasbeschermingsmiddelen geplaatst voor een termijn die liep tot 31 juli 2011.
In België is het product Sumi Alpha toegelaten, in Nederland het product Sumicidin Super.
Na hydrolyse van de esterbinding is de verbinding in staat als cyanogeen te fungeren.

## Toxicologie en veiligheid
Esfenvaleraat is onoplosbaar in water, en het heeft een verwaarloosbaar lage dampdruk.
Het is licht irriterend voor de ogen en irriteert de huid en de luchtwegen. Esfenvaleraat kan de huid overgevoelig maken en effecten hebben op het zenuwstelsel.